# Anomala pagana
Anomala pagana är en skalbaggsart som beskrevs av Hermann Burmeister 1844. Anomala pagana ingår i släktet Anomala och familjen Rutelidae. Inga underarter finns listade i Catalogue of Life.